# María y yo (película)
María y yo es un largometraje documental español que se adentra en el autismo a través de un caso concreto: el del dibujante Miguel Gallardo y su hija María, de 14 años. La película toma como punto de partida el cómic homónimo, que fue nominado a los premios de mejor obra y mejor guion en el Salón Internacional del Cómic de Barcelona y galardonada en el Premio Nacional del Cómic de Cataluña, del propio Gallardo y dirigida por el debutante Félix Fernández de Castro. El día a día de los protagonistas, con sus pequeñas alegrías y sus problemas de convivencia, se muestra al espectador con naturalidad, intentando aportar una mirada diferente sobre la discapacidad de la joven.

## Sinopsis
María, una joven con autismo, viaja a Gran Canaria en compañía de su padre Miguel para pasar las vacaciones en un resort. Los dibujos se han convertido en un buen medio de comunicación para ambos, pero los problemas de convivencia son a veces inevitables. Este documental aúna las pequeñas y grandes vivencias de María y Miguel para acercarnos al autismo de una forma natural. Un cuaderno de viaje que quiere retratar la relación de afecto entre un padre y su hija, independientemente de las barreras.

## Producción
El director ya conocía a Miguel Ángel Gallardo por su época en El Víbora, leyó la historieta María y yo en julio de 2008. A pesar de que le gustó, no pensó en realizarla, pasando un tiempo en el que conoció al autor. Tiempo después volvió a leerla en una viaje en avión de Madrid a Menorca, siendo las circunstancias diferentes a la de la anterior lectura, y vio que era muy similar a lo que le pasaba a él, ya que sus hijos vivían en otra localidad y apenas los veía.
Tras ello, Fernández de Castro buscó financiación y habló con Loris Ormedes, director de Bausan Films. A Ormedes le gustó por mostrar esos problemas de manera alegre y le dijo que contaría con un presupuesto de 400.000 euros para su realización si conseguía el apoyo de algunas televisiones. A pesar de no tenerlo en un principio aceptó el proyecto, y, al hacerlo, consiguió el apoyo de TVE, TV3 Y Canal+. El rodaje se llevó a cabo en siete semanas en Gran Canaria y Barcelona. Gallardo realizó unas viñetas en donde mostraba las vivencias suyas y de María a lo largo del rodaje.

## Participación en festivales
- Festival de Cine de Málaga, aunque sin participar en la sección oficial, a pesar de ello el público presente valoró muy positivamente el documental, al igual que los críticos presentes.[5]
- Festival REC de Tarragona, en donde fue galardonado con el premio a la mejor ópera prima,[6]
- Festival de Cine de San Sebastián
- Festival de Cine de Londres
- Mostra Internacional de Cine sobre la Familia, donde fue galardonado con la Ola de oro
- Festival del Cine y de la Palabra, donde fue galardonado con el premio “Adaptación a una vida, una vida de cine”
- Festival de Cine de Alcalá de Henares (ALCINE), donde fue galardonado con el premio al mejor largometraje
- Festival de Cine de Pamplona, donde fue galardonado con el premio Educactif.

## Recepción
Se estrenó en España el 18 de julio en 14 cines distribuidos por 10 ciudades, sin embargo solo obtuvo 37.374,30 euros de recaudación con apenas 6500 espectadores. El documental consiguió estar nominado a los Premio Goya, Gaudí y del Círculo de Escritores Cinematográficos a la mejor película documental, pero no obtuvo ninguno de los galardones. Sí ganó el premio del Salón Internacional del Cómic de Barcelona a la mejor película basada en una historieta. A pesar de su poco éxito en taquilla fue bien recibida por parte de la crítica, la página web Sensacine.com recopiló un total de dos críticas sobre ella recibiendo una nota media de 3,5 sobre 5.